# Nebulització

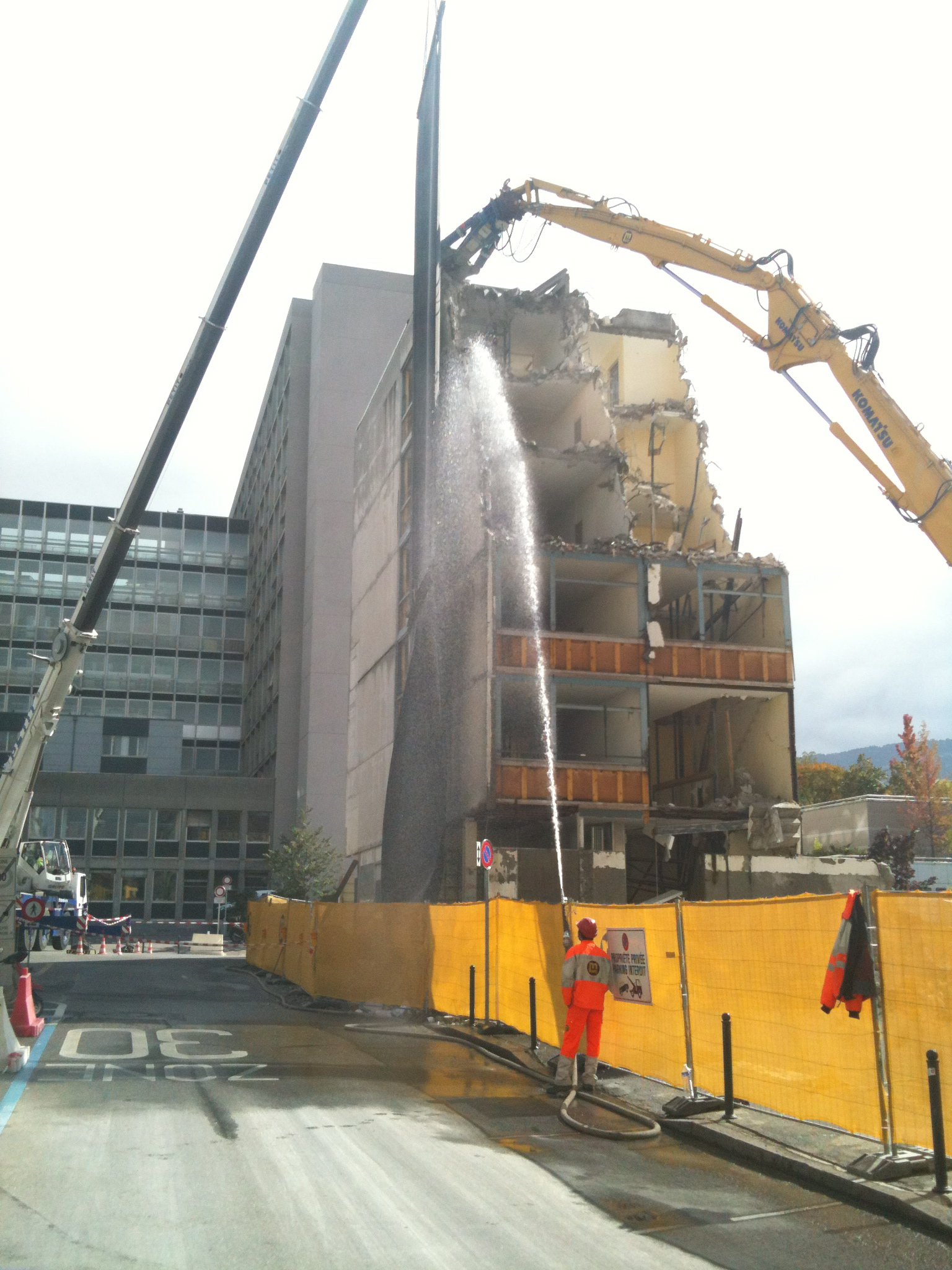
Nebulització amb una llança d'aigua en un enerroc

El procés de nebulització consisteix en projectar un líquid en gotes fines, creant així una boira d'aigua. Les seves aplicacions són nombroses, principalment en seguretat.

## Principi general
L'aigua es projecta amb pressió (per una llança, un tub, per vessament o escorrement) amb un nebulitzador. En el cas de l'ús d'alta pressió, l'aigua es divideix en gotes molt fines, la qual cosa comporta un baix consum del líquid.

## A la indústria
La nebulització d'alta pressió permet de :
- tractar de les pudors en determinades explotacions i estacions de compostatge o depuració,
- refredar llocs amb condensadors a fi d'obtenir un més bon retiment,
- augmentar la humitat per a un més bon retiment (centre de dades, sistemes de refrigeració per aire, etc.) o una més bona conservació (impressió, papereria, comerç de productes frescos (peix, fruites i verdures). . .),
- millorar el nivell de seguretat, especialment a les fàbriques d'armament on la menor espurna pot ser fatal (protecció contra la deflagració),[1]
- oferir un més bon entorn de treball a l'obra pública, mitjançant la creació d'una barrera d'aigua destinada a atrapar la pols durant l'enderrocament o en la indústria extractiva (pedreres),
- baixar la temperatura un màxim de 12 graus en funció del nivell d'humitat de l'aire.[2]

## En agricultura
- regar els conreus, especialment en hivernacles, amb propietats semblants a la pluja. La nebulització d'alta pressió regularà la temperatura i la humitat necessària, especialment durant els períodes estivals,
- reduir la presència de paràsits,
- distribuir els nutrients necessaris en determinats cultivaments,
- mantenir una temperatura mitjana per tal d'evitar l'estrès tèrmic dels animals.[3]

## Higiene i salut
La nebulització es pot utilitzar en espais públics, llocs d'espectacle i llocs de consum. Permet de crear punts d'avituallament per als passants o clients durant els pics de temperatura o en un espai massa tancat.
La nebulització per a la refrigeració es pot fer mitjançant diversos tipus de tecnologies:
- per escorrentia ;
- per polvorització :
  - mitjançant un sistema d'ecografia ;
  - mitjançant un sistema d'alta pressió ;
  - mitjançant tubs d'aire comprimit (contenidors d'aire comprimit tipus aerosol, o instal·lacions fixes) ;
  - per ultracentrifugació.

Els aparells poden ser basats en dipòsits o connectats directament al circuit de forniment en aigua.
La nebulització produïda per aquests aparells de vegades pot ser favorable al desenvolupament de microorganismes nocius per a la salut humana, en particular el bacteri Legionella pneumophila (que pot ser la causa de la malaltia del legionari) o el bacil piocianínic . Les recomanacions per a evitar aquest tipus de contaminació als hospitals són de limitar la temperatura de l'aigua, desinfectar els aparells abans del seu ús amb raigs ultraviolats i no reciclar l'aigua nebulitzada,.

## Seguretat

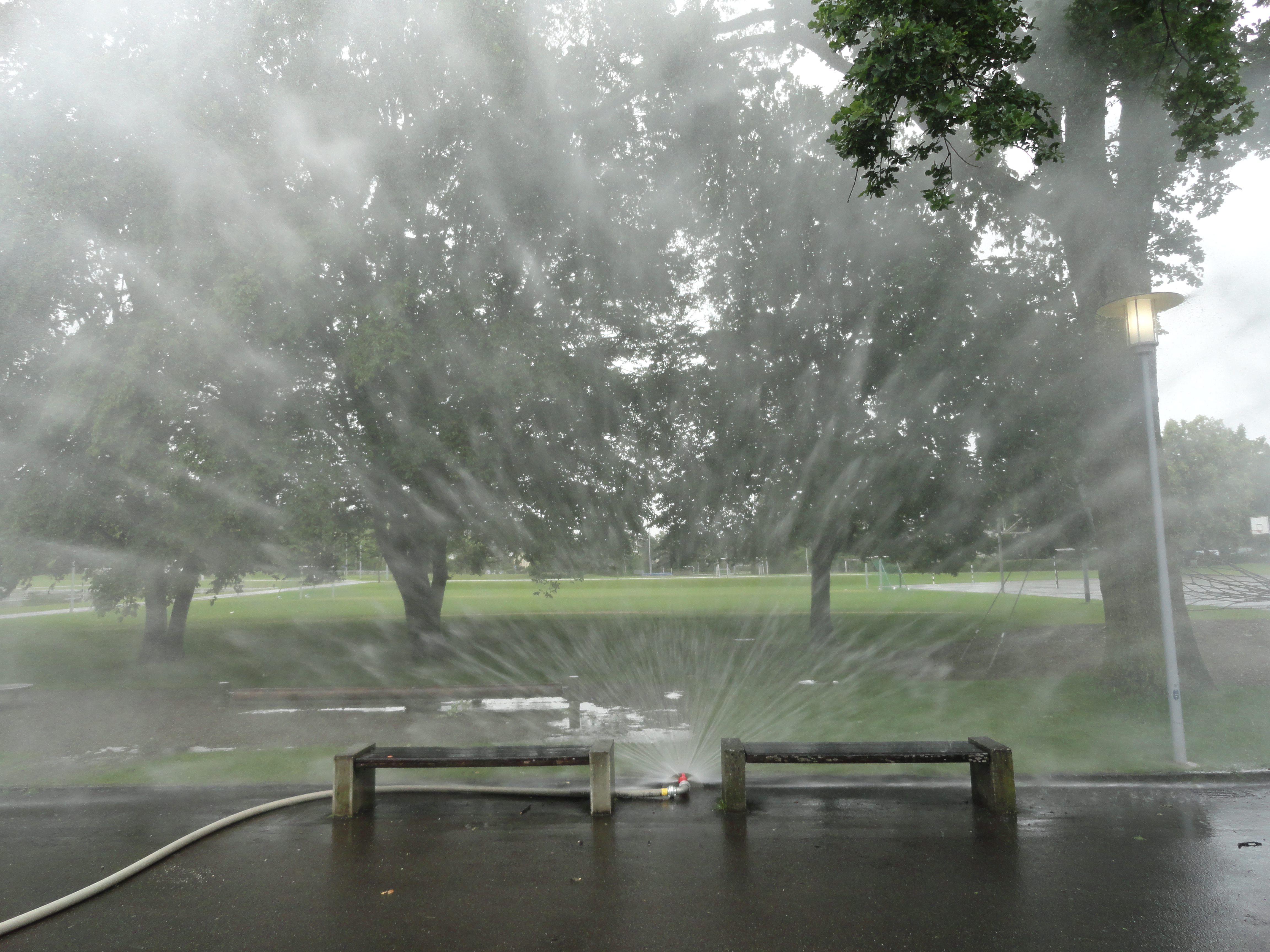
Demostració d'una barrera de nebulització.

La nebulització també s'utilitza en la lluita contra incendis:
- asfixia d'un foc interior, per saturació de l'atmosfera amb aigua (nebulització d'alta pressió),
- barrera de refrigeració de gas de combustió (broll d'atac difús),
- barrera protectora contra la calor mitjançant una cortina d'aigua durant un incendi (jet protector difús).

Els extintors automàtics d'aigua presents als edificis funcionen per nebulització. Tanmateix, el seu ús prolongat crea una sobrepressió en el local així com una opacitat que pot ser perillosa per als bombers.

## En la construcció
La nebulització també s'utilitza en el sector de la construcció. Els administradors del lloc han de tenir en compte el medi i la reglamentació en matèria de supressió de pols, tant per a la qualitat de vida dels residents locals com per a la protecció de la flora local (article 96 de la RSD [Què?]) [rellevància impugnada]. La nebulització forneix la supressió de pols a causa de mides similars de gotes d'aigua i partícules de pols.

## Il·luminació
La nebulització s'utilitza com a sistema d'il·luminació mitjançant l'ús de LED.